# 梅济耶
梅济耶（法語：Mézilles，法語發音：[mezij] ⓘ）是法国勃艮第-弗朗什-孔泰大区约讷省的一个市镇，位于该省西部，属于欧塞尔区。

## 地理
梅济耶（47°42'5"N, 3°10'24"E）面积52.42 平方千米，位于法国勃艮第-弗朗什-孔泰大區约讷省，该省份为法国中北部内陆省份，西接卢瓦雷省，西北接塞纳-马恩省，南至涅夫勒省，东临科多尔省，东北与奥布省接壤。
与梅济耶接壤的市镇（或旧市镇、城区）包括：皮赛地区塔内尔、德拉西、方丹、龙谢尔、圣法尔若、皮赛地区圣索沃尔。

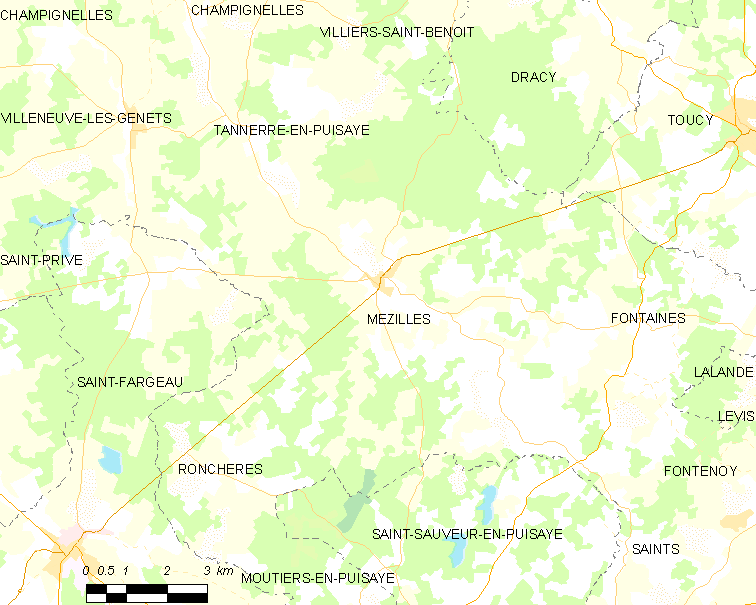
梅济耶的OSM定位图

梅济耶的时区为UTC+01:00、UTC+02:00（夏令时）。

## 行政
梅济耶的邮政编码为89130，INSEE市镇编码为89254。

## 政治
梅济耶所属的省级选区为皮赛中心县。

## 人口

1962-2008年间梅济耶人口变化图示

梅济耶于2022年1月1日时的人口数量为516人。